# Campeonato Mundial de Atletismo de 2009 - Lançamento de martelo feminino
O lançamento de martelo feminino do Campeonato Mundial de Atletismo de 2009 foi disputado nos dias 20 de agosto, com as eliminatórias, e 22 de agosto, com a final, no Olympiastadion, em Berlim.

## Recordes
Antes desta competição, os recordes mundiais e do campeonato nesta prova eram os seguintes:
| Tipo                  | Atleta          | Distância | Local   | Data                 | Ref |
| --------------------- | --------------- | --------- | ------- | -------------------- | --- |
|                       | Tatyana Lysenko | 77,80     | Tallinn | 15 de agosto de 2006 | ver |
| Recorde do campeonato | Mihaela Melinte | 75,20     | Sevilha | 24 de agosto de 1999 | ver |

## Medalhistas
| Ouro                   | Prata               | Bronze                 |
| Anita Włodarczyk (POL) | Betty Heidler (GER) | Martina Hrašnová (SVK) |

## Resultados

### Eliminatórias
Estes são os resultados das eliminatórias. As 41 atletas inscritas foram divididas em dois grupos, se classificando para a final as que atingissem a marca de 72,00 m (Q) ou, no mínimo, doze atletas com as melhores marcas (q).

#### Grupo A
| Pos. | Atleta                    | #1    | #2    | #3    | Res.      | Notas                 |
| ---- | ------------------------- | ----- | ----- | ----- | --------- | --------------------- |
| 1    | GER Betty Heidler         | 75,27 |       |       | 75,27 (Q) | Recorde do campeonato |
| 2    | POL Anita Włodarczyk      | 74,54 |       |       | 74,54 (Q) |                       |
| 3    | USA Jessica Cosby         | 72,21 |       |       | 72,21 (Q) | Recorde pessoal       |
| 4    | FRA Stéphanie Falzon      | 70,35 | x     | 71,54 | 71,54 (q) |                       |
| 5    | BLR Aksana Miankova       | x     | 67,47 | 69,58 | 69,58     |                       |
| 6    | ARG Jennifer Dahlgren     | 68,90 | 65,42 | 64,56 | 68,90     |                       |
| 7    | ITA Silvia Salis          | 68,55 | 67,46 | 64,36 | 68,55     |                       |
| 8    | ROU Bianca Perie          | 67,74 | 68,47 | 62,67 | 68,47     |                       |
| 9    | GRE Stilianí Papadopoúlou | x     | 67,33 | x     | 67,33     |                       |
| 10   | ESP Berta Castells        | 67,32 | x     | x     | 67,32     |                       |
| 11   | CAN Jennifer Joyce        | x     | 66,59 | 67,07 | 67,07     |                       |
| 12   | GER Andrea Bunjes         | 67,01 | x     | -     | 67,01     |                       |
| 13   | UKR Iryna Sekachova       | x     | 66,69 | 66,26 | 66,69     |                       |
| 14   | COL Johana Moreno         | 65,05 | 64,35 | x     | 65,05     |                       |
| 15   | MDA Marina Marghiev       | x     | x     | 64,83 | 64,83     |                       |
| 16   | IRL Eileen O'Keeffe       | 63,20 | x     | x     | 63,20     |                       |
| 17   | CZE Lenka Ledvinová       | 62,92 | x     | 58,72 | 62,92     |                       |
| 18   | POR Vânia Silva           | 62,66 | 62,86 | 62,67 | 62,86     |                       |
| 19   | TOG Florence Ezeh         | 59,76 | 59,61 | 58,34 | 59,76     |                       |
| 20   | TJK Galina Mityaeva       | x     | 56,31 | x     | 56,31     |                       |
|      | CYP Paraskevi Theodorou   | x     | x     | x     | NM        |                       |

#### Grupo B
| Pos. | Atleta                     | #1    | #2    | #3    | Res.      | Notas                |
| ---- | -------------------------- | ----- | ----- | ----- | --------- | -------------------- |
| 1    | CHN Zhang Wenxiu           | 72,72 |       |       | 72,72 (Q) | Recorde da temporada |
| 2    | RUS Tatyana Lysenko        | 70,16 | x     | 71,73 | 71,73 (q) |                      |
| 3    | SVK Martina Hrašnová       | x     | 70,97 | 71,50 | 71,50 (q) |                      |
| 4    | CAN Sultana Frizell        | 67,53 | 70,98 | 69,33 | 70,98 (q) |                      |
| 5    | FRA Manuela Montebrun      | 68,65 | 62,49 | 70,66 | 70,66 (q) |                      |
| 6    | USA Amber Campbell         | 68,48 | 70,54 | 69,95 | 70,54 (q) |                      |
| 7    | GER Kathrin Klaas          | 70,53 | 68,82 | x     | 70,73 (q) |                      |
| 8    | ITA Clarissa Claretti      | 68,99 | 69,93 | 70,01 | 70,01 (q) |                      |
| 9    | HUN Éva Orbán              | 67,57 | 67,57 | 69,39 | 69,39     |                      |
| 10   | BLR Darya Pchelnik         | 69,14 | 67,61 | 69,30 | 69,30     |                      |
| 11   | CUB Arasay Thondike        | x     | x     | 68,97 | 68,97     |                      |
| 12   | FIN Merja Korpela          | 66,89 | 68,34 | 68,02 | 68,34     |                      |
| 13   | USA Erin Gilreath          | 65,64 | 66,72 | 66,25 | 66,72     |                      |
| 14   | MDA Zalina Marghieva       | 66,70 | x     | 62,56 | 66,70     |                      |
| 15   | GRE Alexándra Papayeoryíou | 66,33 | x     | 62,78 | 66,33     |                      |
| 16   | UKR Nataliya Zolotukhina   | 65,95 | 64,88 | 65,71 | 65,95     |                      |
| 17   | VEN Rosa Rodríguez         | 65,88 | 65,39 | 60,27 | 65,88     |                      |
| 18   | UKR Iryna Novozhylova      | 62,98 | x     | 64,90 | 64,90     |                      |
| 19   | SWE Cecilia Nilsson        | 61,00 | 63,77 | 63,31 | 63,77     |                      |
|      | GBR Zoe Derham             | x     | x     | x     | NM        |                      |

- x = Arremesso inválido

### Final
Estes são os resultados da final:
| Pos               | Atleta                | #1    | #2    | #3    | #4    | #5    | #6    | Res.  | Notas            |
| ----------------- | --------------------- | ----- | ----- | ----- | ----- | ----- | ----- | ----- | ---------------- |
| Medalha de ouro   | POL Anita Włodarczyk  | 74,86 | 77,96 | -     | -     | -     | x     | 77,96 | Recorde mundial  |
| Medalha de prata  | GER Betty Heidler     | 75,10 | 75,38 | 77,73 | 73,45 | 76,44 | 77,12 | 77,12 | Recorde nacional |
| Medalha de bronze | SVK Martina Hrašnová  | 67,84 | 72,72 | 73,07 | 69,50 | 74,79 | 65,65 | 74,79 |                  |
| 4                 | GER Kathrin Klaas     | 72,02 | x     | 74,23 | 66,28 | x     | x     | 74,23 | Recorde pessoal  |
| 5                 | CHN Zhang Wenxiu      | 69,42 | 72,57 | x     | 71,80 | 70,83 | 71,03 | 72,57 |                  |
| 6                 | RUS Tatyana Lysenko   | 72,22 | x     | 71,36 | x     | 71,51 | 70,16 | 72,22 |                  |
| 7                 | USA Jessica Cosby     | x     | 72,17 | 69,94 | 68,10 | x     | 71,35 | 72,17 |                  |
| 8                 | ITA Clarissa Claretti | 71,56 | 69,42 | 70,97 | 70,91 | 70,24 | x     | 71,56 |                  |
| 9                 | FRA Stéphanie Falzon  | 71,40 | 70,80 | x     |       |       |       | 71,40 |                  |
| 10                | CAN Sultana Frizell   | 69,63 | 70,88 | 68,47 |       |       |       | 70,88 |                  |
| 11                | USA Amber Campbell    | 64,62 | 70,08 | x     |       |       |       | 70,08 |                  |
| 12                | FRA Manuela Montebrun | x     | 69,92 | 69,75 |       |       |       | 69,92 |                  |

- x = Arremesso inválido

## Novos recordes
| Tipo                  | Atleta           | Distância | Local  | Data                 | Ref |
| --------------------- | ---------------- | --------- | ------ | -------------------- | --- |
|                       | Anita Włodarczyk | 77,96     | Berlim | 22 de agosto de 2009 | ver |
| Recorde do campeonato | Anita Włodarczyk | 77,96     | Berlim | 22 de agosto de 2009 | ver |

Legenda
| Recorde mundial       | Recorde mundial (World record)               |                       | Recorde africano                      | Recorde africano (African) |                                           | Q | Classificado por posição (Qualified) |
| Recorde do campeonato | Recorde do campeonato (Championship record)  | Recorde da América    | Recorde da América (Americas)         | q                          | Classificado por melhor tempo (Qualified) |   |                                      |
| Melhor marca do ano   | Melhor marca do ano (World leading)          | Recorde asiático      | Recorde asiático (Asian)              | DNS                        | Não largou (Did not start)                |   |                                      |
| Recorde nacional      | Recorde nacional (National record)           | Recorde europeu       | Recorde europeu (European)            | DNF                        | Não terminou (Did not finish)             |   |                                      |
| Recorde pessoal       | Recorde pessoal do atleta (Personal best)    | Recorde da Oceania    | Recorde da Oceania (Oceania)          | DSQ / DQ                   | Desclassificado (Disqualified)            |   |                                      |
| Recorde da temporada  | Recorde da temporada do atleta (Season best) | Recorde sul-americano | Recorde sul-americano (South America) | NM                         | Sem marca (No mark)                       |   |                                      |